# Districtul Sam Ngao
Sam Ngao (în thailandeză สามเงา) este un district (Amphoe) din provincia Tak, Thailanda, cu o populație de 32.483 de locuitori și o suprafață de 2.771,927 km².

## Componență
Districtul este subdivizat în 6 subdistricte (tambon), care sunt subdivizate în 43 de sate (muban).
| Nr. | Nume      | În thailandeză | Locuitori |
| --- | --------- | -------------- | --------- |
| 1.  | Sam Ngao  | สามเงา         | 9,241     |
| 2.  | Wang Man  | วังหมัน          | 4,522     |
| 3.  | Yokkrabat | ยกกระบัตร       | 8,200     |
| 4.  | Yan Ri    | ย่านรี           | 3,294     |
| 5.  | Ban Na    | บ้านนา          | 2,161     |
| 6.  | Wang Chan | วังจันทร์         | 5,065     |